# Terremoto de Argel de 1716
El terremoto de Argel de 1716 fue parte de una secuencia sísmica que comenzó en febrero y finalizó en mayo de 1716. El terremoto más grande y destructivo ocurrió el 3 de febrero con una magnitud de momento estimada de 7,0. Los terremotos con epicentro en la región de Argel tuvieron una intensidad de escala macrosísmica europea máxima de X, matando a aproximadamente 20.000 personas. El terremoto se sintió en Catania y Siracusa en la isla italiana de Sicilia.

## Entorno tectónico
La nación de Argelia se encuentra cerca de un límite de placa convergente complejo y mal definido que separa la placa africana de la placa euroasiática. Las placas convergentes crean una zona de compresión en el norte de Argelia, que se acomodan principalmente por fallas inversas y de empuje en tierra y tierra adentro. El empuje de los estratos debido a la compresión, formó las montañas del Atlas en Argelia y Marruecos. La situación tectónica de Argelia también hace que el país sea vulnerable a grandes y mortales eventos sísmicos con magnitudes superiores a 6,0. Las fallas de empuje en alta mar también representan una amenaza de tsunami para la costa de Argelia durante los grandes terremotos.

## Terremoto
Se cree que una falla de cabalgamiento con buzamiento en el noroeste conocida como falla del Sahel, que se extiende a lo largo de la costa norte de Argelia, es la fuente del terremoto. Los estudios de paleosismología a lo largo de la falla de aproximadamente 60 km de largo revelaron evidencia de grandes terremotos que ocurrieron en el mismo período que el destructivo terremoto. Las rupturas superficiales descubiertas por excavación de zanjas y la datación por radiocarbono del carbón llevaron a la identificación de dos terremotos históricos antes de 1211 d. C., tres entre 778 d. C. y 1779 d. C., y tres después de 1727 d. C. El terremoto de 1716, junto con otro evento en 1365 cayeron dentro del rango de paleoterremotos y puede corresponder con la actividad en la falla del Sahel.
En un catálogo de terremotos de Hamdache y otros investigadores, la magnitud del momento se colocó en 7.0.

## Impacto
El primer impacto ocurrió en la mañana del 3 de febrero a las 09:45 hora local. Derrumbó muchas casas mal construidas en Argel. Los edificios bien construidos, incluida una mezquita, sufrieron grandes grietas en todas partes. Documentación detallada de daños en 204 viviendas y cuatro mezquitas o palacios. Argel fue destruida en su mayor parte después del terremoto. En el Dar Aziza, los pisos superiores se derrumbaron y las paredes se agrietaron. Muchas casas a una distancia de hasta 3 km de Argel también sufrieron daños. La ciudad fue sacudida una vez más por un segundo impacto violento asignado en IX. La réplica causó más daños y derrumbó estructuras que estaban intactas después del sismo del 3 de febrero.